# Cantone di Kingersheim
Il Cantone di Kingersheim è una divisione amministrativa dell'arrondissement di Mulhouse.
È stato costituito a seguito della riforma approvata con decreto del 21 febbraio 2014, che ha avuto attuazione dopo le elezioni dipartimentali del 2015.

## Composizione
Comprende i seguenti 8 comuni:
- Galfingue
- Heimsbrunn
- Kingersheim
- Lutterbach
- Morschwiller-le-Bas
- Pfastatt
- Reiningue
- Richwiller